# Katy Perry
Katy Perry (nume la naștere Katheryn Elizabeth Hudson; n. 25 octombrie 1984) este o cântăreață americană. A devenit cunoscută datorită hitului din 2008 „I Kissed a Girl” care a atins prima poziție în peste 20 de țări, inclusiv Statele Unite, Canada, Marea Britanie, Australia și United World Chart. Continuând o carieră de succes, primește multe nominalizări, premii și distincții ca artist de nivel mondial, devenind unul dintre cei mai bine vânduți artiști muzicali din istorie, cu peste 100 de milioane de albume și single-uri vândute la nivel mondial, dintre care 81 de milioane de single-uri și peste 12 milioane de albume în SUA. Ca urmare a succesului înregistrat, Perry lansează cinci parfumuri (Purr, Meow!, Killer Queen, Royal Revolution și Mad Potion) și intră în domeniul filmului, fiind vocea Ștrumfiței din trilogia The Smurfs și protagonista unui film documentar, Katy Perry: Part of Me, ce are ca subiect viața ei ca artist în turnee și despărțirea de Russell Brand, soțul ei, cu care a avut un mariaj de doar 14 luni.

## Discografie
- Katy Hudson (2001)
- One Of The Boys (2008)
- Teenage Dream (2010)
- Prism (2013)
- Witness (2017)
- Smile (2020)
- 143 (2024)

## Katy Hudson (2001)
În 2001, Katy Perry își lansează primul album de studio semnat Katy Hudson. Albumul a fost lansat sub Red Hill Records, dar din cauza falimentului companiei, vânzarea a fost sistată. În 2005 Katy ia numele de Katy Perry, înregistrând al doilea album de studio pentru Columbia Records, dar lansarea este anulată. Urma să fie un album pop-rock, accentuând mai mult rock-ul, cu influențe din partea cântăreței Alanis Morissette. Albumul a strâns până în prezent nu mai mult de 200 de copii.

## One Of The Boys și începerea carierei (2008)

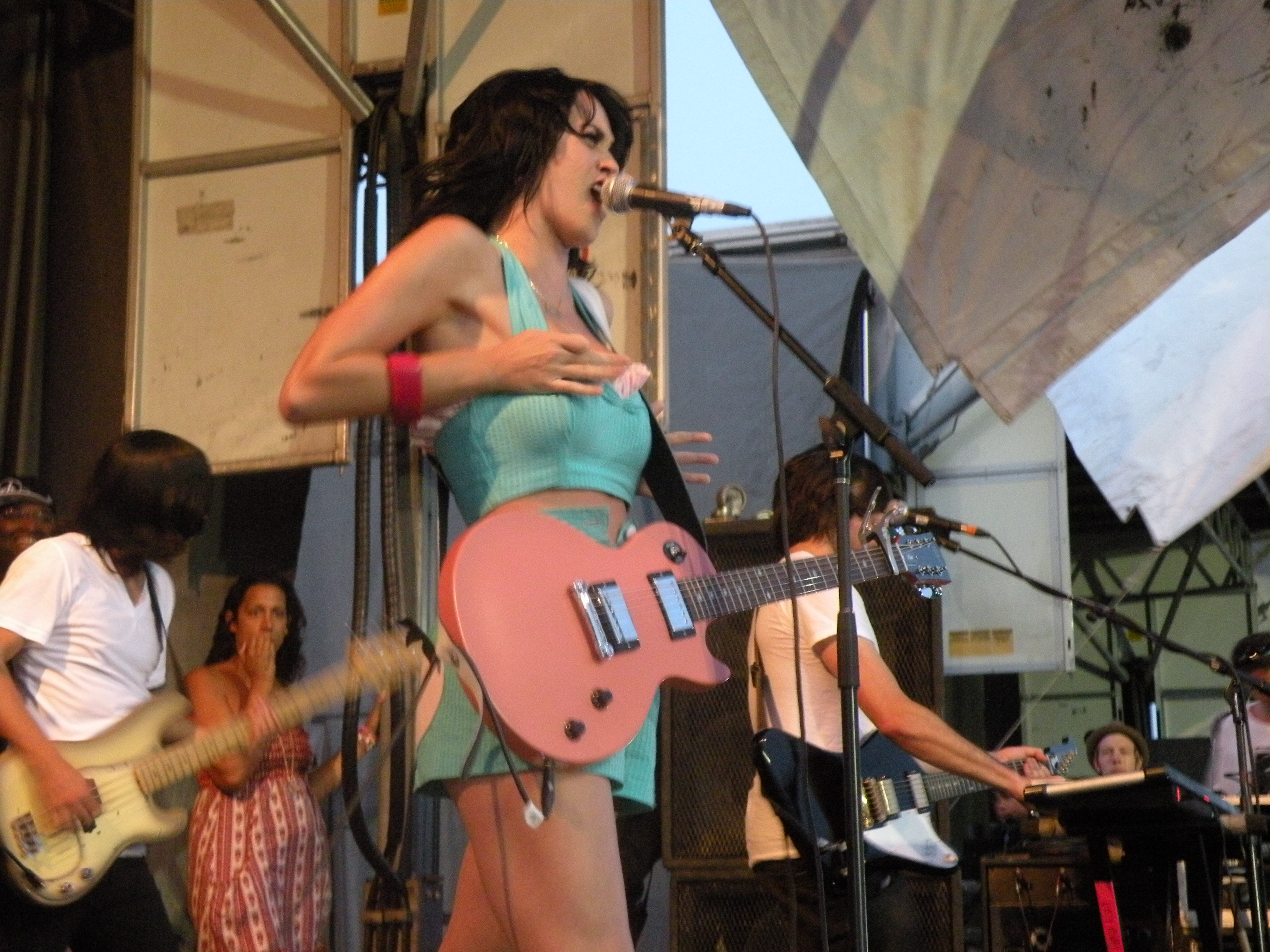
Katy Perry cântând în New York City, 2008

One Of The Boys este lansat pe data de 17 iunie 2008 și devine un succes comercial, vânzând peste 5 milioane de exemplare la nivel mondial. Albumul primește dublu disc de platină în Canada, discul de platină în țări precum Australia, Austria, Brazilia, Franța, Irlanda, S.U.A. sau Regatul Unit și discul de aur în Belgia, Danemarca, Germania, Noua Zeelandă și Suedia. Materialul atinge poziția cu numărul 9 în America.

#### Single-uri
- I Kissed A Girl este lansat ca primul single de pe album. Devine hit la nivel mondial, petrecând 7 săptămâni pe locul 1 în clasamentele din S.U.A., atingând aceeași poziție în topurile din Regatul Unit, Australia, Irlanda, Noua Zeelandă, Australia, Italia, Grecia, Canada, Olanda, Danemarca, Germania, Ungaria și Norvegia. Cântecul devine unul dintre cele mai bine vândute single-uri din istorie, cu peste 8 milioane de exemplare vândute.
- Hot N' Cold este extras ca al doilea single de pe album. Piesa urmează ascensiunea predecesoarei. Ocupă prima poziție în topurile din Austria, Canada, Cehia, Danemarca, Olanda, Finlanda, Germania, Ungaria, Norvegia, România, Rusia și Slovacia, atingând poziții de top 5 în țări precum S.U.A.(#3), Regatul Unit (#4), Australia (#4) sau Noua Zeelandă (#5). Ca și predecesorul, devine unul dintre cele mai bine vândute single-uri din istorie cu peste 7,7 milioane de exemplare vândute la nivel mondial.
- Thinking Of You se lansează ca al treilea single. Piesa se remarcă printr-un sound mai matur comparativ cu celelalte extrase. Nu obține poziții remarcabile în topurile mondiale, obținând în S.U.A. numai treapta cu numărul 29 și vânzând doar 1 milion de exemplare.
- Waking Up In Vegas readuce albumul în atenția publicului, fiind lansat ca ultimul extras. Acesta își întrece predecesorul, intrând în top 10 în Ungaria (#1), Canada (#2), Belgia (#4), Irlanda (#8), S.U.A. (#9), unde vinde 2,2 milioane de exemplare, Noua Zeelandă (#9) și Slovacia (#10). Piesa mai obține locuri remarcabile activând în top 20 în Australia, Olanda și Regatul Unit.

## Teenage Dream, relansare 'The Complete Confection' și Katy Perry: Part Of Me 3D (2010-12)
Pe 24 august 2010, Perry și-a lansat al treilea album de studio, Teenage Dream. Deși a fost primit cu recenzii mixte din partea criticilor, albumul a fost nominalizat la premiile Grammy și a debutat pe locul 1 în Billboard 200 cu 192.000 exemplare vândute în prima săptămână; Teenage Dream s-a mai clasat pe prima poziție în clasamentele din Australia, Austria, Canada, Irlanda, Noua Zeelandă și Regatul Unit. De pe album au fost promovate șase piese: "California Girls" (cu Snoop Dogg), "Teenage Dream", "Firework", "E.T." (cu Kanye West), "Last Friday Night (T.G.I.F.)" și "The One That Got Away" ce s-au bucurat de mare succes comercial internațional, primele cinci clasându-se pe primul loc în clasamentul Billboard Hot 100, Perry devenind astfel al doilea artist, după Michael Jackson, care reușește acest lucru. Până în prezent, albumul a vândut 5,7 milioane de exemplare la nivel mondial, dintre care 2,78 milioane în U.S. Albumul este relansat în 2012, sub numele de Teenage Dream: The Complete Confection, Perry lansând încă două single-uri: Part of Me, care devine al 7-lea ei Nr.1 în U.S, devenind și al 21-lea cântec ce debutează direct pe prima poziție al topului Billboard 100, cu 411.000 de exemplare vândute în prima săptămână și Wide Awake, ce atinge poziția 2 în același top. În noiembrie 2012, Katy a început lucrările la următorul album, Prism, și a fost declarată femeia anului de către Billboard.

## Prism, Prismatic World Tour (2013-15)
Cel de-al patrulea album de studio înregistrat de Perry, Prism a fost lansat pe data de 18 octombrie 2013 de către Capitol Records. Albumul debutează direct pe prima poziție a topului Billboard Hot 200, devenind al doilea ei album ce ajunge Nr.1, cu vânzări de 286.000 de exemplare în prima săptămână. Până în prezent, albumul a vândut peste 1,1 milioane de exemplare în U.S, și peste 3 milioane la nivel mondial.
Cinci discuri single au fost extrase de pe album: Roar (2013), a devenit al 8-lea Nr.1 în U.S. al artistei, vânzând peste 9,9 milioane de exemplare la nivel mondial iar videoclipul cântecului are peste 2,5 miliarde de vizualizări; Unconditionally (2013) este lansat ca al doilea single, având un succes minor comparativ cu Roar, reușind să se claseze pe locul 14  și să vândă peste 1 milion de exemplare în U.S.; Dark Horse (2013) a fost lansat la început ca și single promoțional împreună cu Walking On Air (2013), dar, datorită succesului neașteptat, este lansat trei luni mai târziu ca și al treilea single al albumului, devenind al 9-lea ei Nr.1 în U.S. și vânzând până în prezent 7,9 milioane de exemplare la nivel mondial iar videoclipul cântecului ajunge la peste 2,4 miliarde vizualizări, devenind cel mai vizualizat videoclip de pe contul ei Vevo ; Birthday (2014), al patrulea single, înregistrează un succes scăzut, ajungând pe poziția 17 în U.S. și vânzând peste 500.000 de exemplare; This Is How We Do (2014) este lansat ca al cincilea single devenind al șaselea cântec lansat de pe Prism ce ajunge în top 40 în U.S. (#24); deși înregistrează un succes scăzut la nivel mondial în topuri, videoclipul cântecului devine al 13-lea ei videoclip care depășește 600 de milioane de vizualizări pe YouTube.

## Witness (2017)

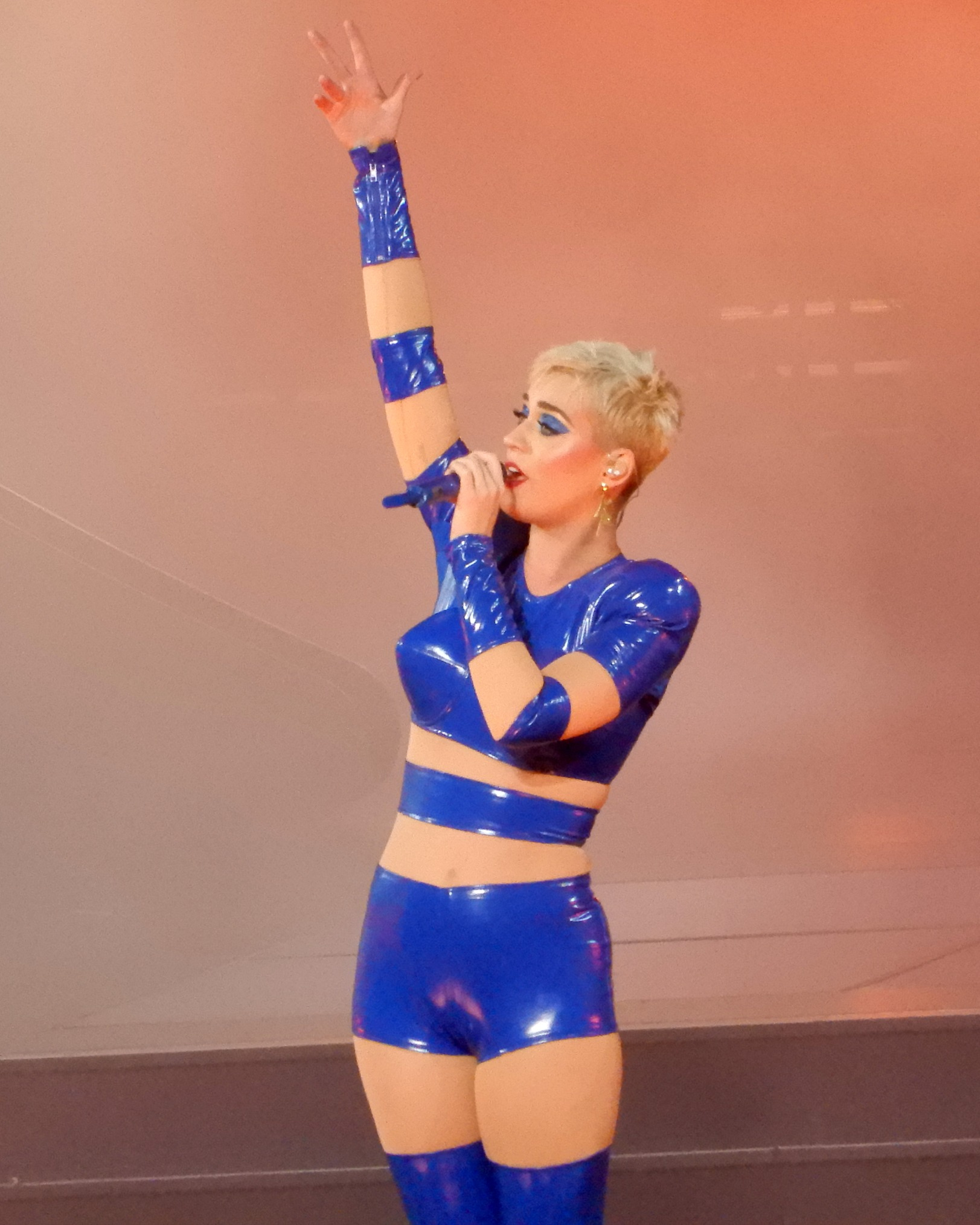
Katy Perry la Madison Square Garden, 2017

Pe data de 14 iulie 2016, Katy a lansat surpriza pe Apple Music și iTunes o melodie nouă, intitulată ''Rise'', special pentru Jocurile Olimpice ce vor avea loc între 5 și 21 august. ''Rise'' nu apare totuși în noul album lansat pe 9 iunie 2017, intitulat ''Witness''.
Pe 21 februarie 2017 Katy Perry publică pe Youtube videoclipul pentru ''Chained To The Rhythm'', împreună cu ''Skip Marley'' fiind primul extras din album. În prezent (mai 2018) acesta a strâns peste 480 de milioane de vizualizări și peste 3 milioane de aprecieri, devenind cel mai de succes single de pe album. Următorul extras, ''Bon Appetit'', împreună cu ''Migos'', este lansat pe 12 mai 2017. Videoclipul are același succes pe Youtube ca și Chained To The Rhythm.
Pe 24 august 2017 se lansează ''Swish Swish'' cu ''Nicki Minaj'', un videoclip mult așteptat al cărui audio a fost realizat pe 18 mai. A obținut peste 430 de milioane de vizualizări și 3,6 milioane de aprecieri. Ultimul single este ''Hey Hey Hey'' care nu are un succes prea mare însumând 80 de milioane de vizualizări, lansat la finalul anului pe 20 decembrie 2017. Albumul debutează pe 3 iulie pe locul 1 în topul ''Billboard '' și vinde peste 1 milion de exemplare. În prezent canalul de Youtube al cântăreței depășește 29,5 milioane de abonați. Pe 9 mai 2018 conflictul dintre Katy Perry și Taylor Swift încetează, deoarece Katy Perry îi trimite o ramură de măslin și o scrisoare în care își cere scuze.

## Smile (2020)
Pe  14 februarie lansează "365" în colaborare cu Zedd iar pe 31 mai, Katy Perry lansează un nou single, intitulat "Never Really Over".  Pe 9 august lansează "Small Talk", iar pe 16 octombrie "Harleys In Hawaii". Cântecele nu se bucură de succes comercial.
"Never Worn White" un cântec despre viitoarea nuntă cu Orlando Bloom, în a cărui video dezvăluie faptul că este însărcinată, este lansat pe 5 martie. Pe 15 mai, Katy lansează "Daisies" și anunță un nou album, care va fi lansat pe 14 august. Pe 10 iulie, este lansat single-ul principal de pe albumul "Smile" și precomanda acestuia.

## Recorduri
- 5 single-uri de pe același album care ating prima poziție în Billboard 100
- Prima artistă cu 4 videoclipuri care depășesc 1 miliard de vizionări pe Youtube
- Cei mai mulți abonați pe Twitter (109 milioane)
- Cele mai mari câștiguri anuale (135 milioane dolari) - 2015.

## Turnee
| Turnee Headlining - Hello Katy Tour (2009) - California Dreams Tour (2011–2012) - Prismatic World Tour (2014–2015) - Witness World Tour (2017–2018) - The Lifetimes Tour (2025) Turnee Co-headlining - The Strangely Normal Tour (2001) - Warped Tour 2008 (2008) | În deschidere - No Doubt – Summer Tour 2009 (2009) Concert de tip Residency - Play (2021–2023) |

## Parfumuri
- Purr (2010)
- Meow (2011)
- Killer Queen (2013)

## Filmografie
| An   | Titlu                  | Rol       | Note             |
| ---- | ---------------------- | --------- | ---------------- |
| 2011 | The Smurfs             | Smurfette | Voce             |
| 2012 | Katy Perry: Part of Me | Ea însăși | Also co-producer |
| 2013 | The Smurfs 2           | Smurfette | Voce             |
| 2016 | The Smurfs 3           | Smurfette | Voce             |

| An          | Titlu                          | Rol                     | Note                                                                                          |
| ----------- | ------------------------------ | ----------------------- | --------------------------------------------------------------------------------------------- |
| 2008        | The Young and the Restless     | Ea însăși               | Telenovelă; sezonul 1, episodul 8.914                                                         |
| 2008        | Wildfire                       | Ea însăși               | "Life's Too Short" (sezonul 4, episodul 8)                                                    |
| 2010        | American Idol                  | Ea însăși / guest judge | Sezonul 9, episodul 5                                                                         |
| 2010        | The X Factor                   | Ea însăși / guest judge | Seria 7, episodul 2                                                                           |
| 2010        | Sesame Street                  | Ea însăși               | Online special (deleted from TV episode due to viewer controversy)                            |
| 2010        | The Simpsons                   | Ea însăși               | "The Fight Before Christmas" (Season 22, Episode 8)                                           |
| 2010        | Extreme Makeover: Home Edition | Ea însăși               | "Boys Hope/Girls Hope" (Season 8, Episode 1)                                                  |
| 2010–2011   | Saturday Night Live            | Host/Various roles      | "Amy Poehler"/"Katy Perry" (Season 36, Episode 1) "Katy Perry"/"Robyn" (Season 37, Episode 9) |
| 2011        | 50 Greatest Wedding Shockers   | Ea însăși               | Television documentary                                                                        |
| 2011        | How I Met Your Mother          | Honey                   | "Oh Honey" (Season 6, Episode 15)                                                             |
| 2012        | Raising Hope                   | Rikki Hargrove          | "Single White Female Role-Model" (Season 2, Episode 16)                                       |
| 2018 - 2020 | American Idol                  | Ea însăși               | intregul sezon                                                                                |